# Prophalangopsidae
Prophalangopsidae es una familia de insectos en el orden Orthoptera. Existe un único género sobreviviente en América del Norte,  cuatro géneros en Asia, y muchos géneros extintos (ver detalle abajo).
Los parientes más cercanos vivos de Prophalangopsidae son la familia Tettigoniidae (saltamontes longicornios), pero la separación evolutiva tuvo lugar hace más de 230 millones de años en el Pérmico.
Las hembras de estas especies consumen las alas del macho durante el apareamiento.

## Subfamilias y géneros
La lista de taxones de Orthoptera es:
- Cyphoderrinae Gorochov 1988
  - Cyphoderris Uhler, 1864 (América del Norte)
  - Paracyphoderris Storozhenko, 1980 (Siberia)
- Prophalangopsinae Kirby, 1906
  - Aboilomimus Gorochov, 2001 (China)
  - Prophalangopsis Walker, 1871 (India)
  - Tarragoilus Gorochov, 2001 (China)
  - †Jurassobatea Zeuner, 1937
  - †Mesoprophalangopsis Hong, 1986
  - †Palaeorehnia Cockerell, 1908
  - †Zalmonites Handlirsch, 1906
- †Aboilinae Martynov 1925
  - †Aboilus Martynov, 1925
  - †Angustaboilus Li, Ren & Meng, 2007
  - †Apsataboilus Gorochov, 1990
  - †Bacharaboilus Gorochov, 1988
  - †Baissaboilus Gorochov, 1996
  - †Brunneus Hong, 1983
  - †Circulaboilus Li, Ren & Wang, 2007
  - †Flexaboilus Li, Ren & Meng, 2007
  - †Furcaboilus Li, Ren & Wang, 2007
  - †Karatailus Gorochov, 1996
  - †Notohagla Johns, 1996
  - †Novaboilus Li, Ren & Meng, 2007
  - †Pamphagopsis Martynov, 1925
  - †Procyrtophyllites Zeuner, 1935
  - †Prophalangopseides Sharov, 1968
  - †Pseudohagla Sharov, 1962
  - †Pycnophlebia Deichmuller, 1886
  - †Sigmaboilus Fang, Zhang, Wang & Zhang, 2007
  - †Sunoprophalangopsis Hong, 1982
  - †Tettaboilus Gorochov, 1988
  - †Utanaboilus Gorochov, 1990
- †Chifengiinae Hong, 1982
  - †Aenigmoilus Gorochov, Jarzembowski & Coram, 2006
  - †Aethehagla Meng & Ren, 2006
  - †Ashanga Zherikhin, 1985
  - †Ashangopsis Lin, Huang & Nel, 2008
  - †Chifengia Hong, 1982
  - †Grammohagla Meng & Ren, 2006
  - †Habrohagla Ren, Lu, Guo & Ji, 1995
  - †Hebeihagla Hong, 1982
  - †Parahagla Sharov, 1968
- †Protaboilinae Gorochov 1995
  - †Protaboilus Gorochov, 1988
- †Termitidiinae Zeuner 1939
  - †Agrionidium Westwood, 1854
  - †Mesogryllus Handlirsch, 1906
  - †Pseudaboilus Gorochov, Jarzembowski & Coram, 2006
  - †Termitidium Westwood, 1854
  - †Tettigoilus Gorochov, Jarzembowski & Coram, 2006
  - †Zalmona Giebel, 1856
- †Tettohaglinae Gorochov 2003
  - †Tettohagla Gorochov, 1996
- subfamilia indeterminada:
  - †Albertoilus Kevan & Wighton, 1981
  - †Cratohaglopsis Martins-Neto, 1991
  - †Kevania Martins-Neto, 1991
  - †Sinoprophalangopsis Hong, 1983